# Sint-Barbarakapel (Well)

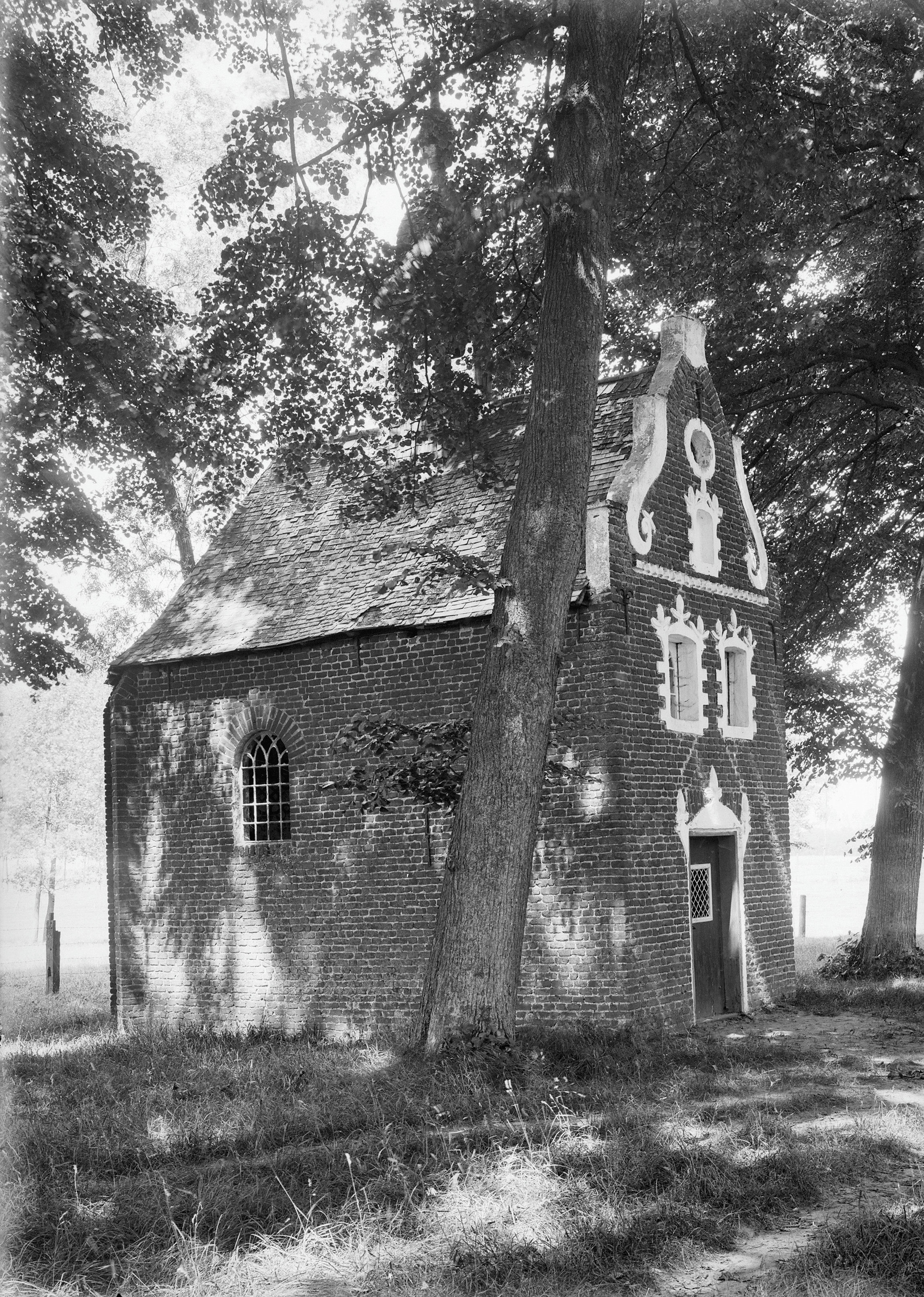
Sint-Barbarakapel in 1928

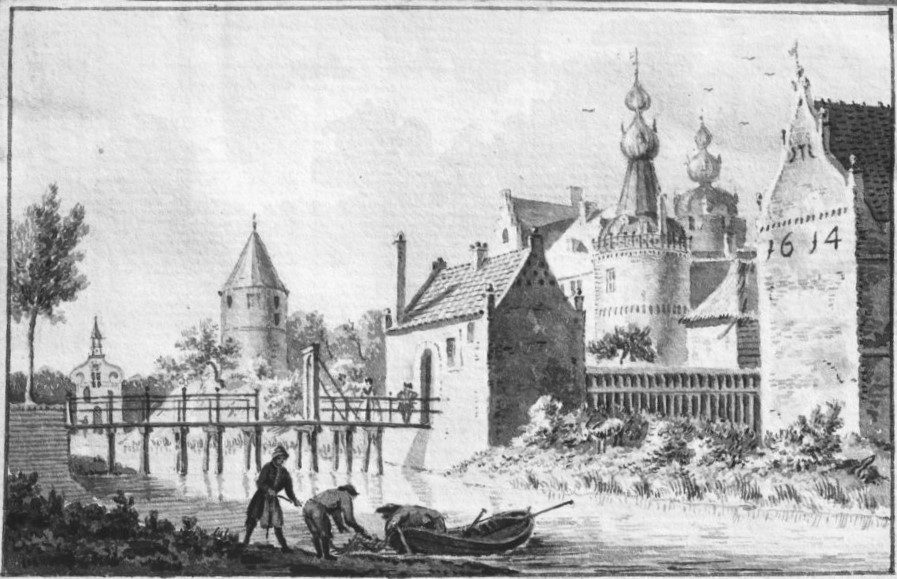
Kasteel Well met links de Sint-Barbarakapel

De Sint-Barbarakapel was een kapel in Well in de Nederlands Midden-Limburgse gemeente Bergen. De kapel stond aan de buitenzijde van de slotgracht van Kasteel Well, ten westen van het kasteel, niet ver van de Kasteellaan.
De kapel was gewijd aan Sint-Barbara.

## Geschiedenis
In 1709 overleed de Amalia C. Boermans en ter nagedachtenis liet Graaf Max de Pas de Feuquières een kapel bouwen.
In de Tweede Wereldoorlog raakte de kapel beschadigd, maar dit werd na de bevrijding weer hersteld.
In 1947 werd in de kapel een beeldje van Onze-Lieve-Vrouw van de Goede Duik geplaatst.
De kapel raakte in verval als gevolg van een gebrek aan toezicht en vandalisme, waardoor de kapel tot een ruïne verviel en er nog weinig van over is. De fundering ligt er nog en er zijn plannen tot herbouw.

## Bouwwerk
De bakstenen kapel was 3,5 meter breed en zes meter diep, had een driezijdige sluiting en het bouwwerk werd gedekt door een zadeldak. De frontgevel was in barokstijl opgetrokken voorzien van gezwenkte afdekstukken en uitspringende omlijstingen. In de gevels was elk een rondboogvenster aangebracht. Op het dak stond een zeszijdige dakruiter.
In de kapel stond er een uitgezaagde en beschilderde altaarretabel, voorzien van sacramentskroontje met voluten en engelfiguren. Op het altaar stond een beeldje van de heilige Barbara.